# Neustadt an der Waldnaab (distrito)
Neustadt an der Waldnaab é um distrito da Alemanha, na região administrativa de Oberpfalz, estado de Baviera.

## Cidades e Municípios
- Cidades:

1. Eschenbach
2. Grafenwöhr
3. Neustadt am Kulm
4. Neustadt an der Waldnaab
5. Pleystein
6. Pressath
7. Vohenstrauß
8. Windischeschenbach

- Municípios:

1. Altenstadt
2. Bechtsrieth
3. Eslarn
4. Etzenricht
5. Floß
6. Flossenbürg
7. Georgenberg
8. Irchenrieth
9. Kirchendemenreuth
10. Kirchenthumbach
11. Kohlberg
12. Leuchtenberg
13. Luhe-Wildenau
14. Mantel
15. Moosbach
16. Parkstein
17. Pirk
18. Püchersreuth
19. Schirmitz
20. Schlammersdorf
21. Schwarzenbach
22. Speinshart
23. Störnstein
24. Tännesberg
25. Theisseil
26. Trabitz
27. Vorbach
28. Waidhaus
29. Waldthurn
30. Weiherhammer